# Hội đồng Bộ trưởng Cộng hòa Dân chủ Đức (1950–1954)
Tại phiên họp khai mạc Volkskammer (Đại hội Nhân dân Đức) vào ngày 8 tháng 11 năm 1950, Otto Grotewohl được bầu làm Thủ tướng. Đồng thời, Luật về Chính phủ Cộng hòa Dân chủ Đức được thông qua, tạo ra một cấu trúc mới. Grotewohl đã trình bày chính phủ của mình tại phiên họp thứ 2 Volkskammer vào ngày 15 tháng 11 năm 1950.
Chính phủ bao gồm 4 quốc vụ khanh với nhiệm vụ riêng (Staatssekretäre mit eigenem Geschäftsbereich), các bộ trưởng được thành lập theo nghị quyết tại phiên họp chính phủ thứ nhất, diễn ra trước phiên họp thứ 2 Volkskammer. Tại phiên họp thứ 2 chính phủ, được tổ chức vào ngày 16 tháng 11 năm 1950, các bộ trưởng tương ứng các bộ đã được bổ nhiệm theo nghị quyết.
Trong số 21 bộ trưởng (Ministern) và gần 30 quốc vụ khanh (Staatssekretär) có 13 ứng viên dự khuyết và ủy viên Trung ương Đảng SED (Đảng Xã hội chủ nghĩa Thống nhất Đức), trong đó có 4 ủy viên Bộ Chính trị. Các đảng trong khối được đại diện tổng cộng 9 bộ trưởng và 8 quốc vụ khanh, riêng CDU (Liên minh Dân chủ Cơ đốc giáo) có 4 bộ trưởng. DBD (Đảng Nông dân Dân chủ Đức) là đảng duy nhất không có phó chủ tịch Hội đồng Bộ trưởng vào thời kỳ đầu của chính phủ.
Luật chính phủ Cộng hòa Dân chủ Đức ngày 8 tháng 11 năm 1950 (GDR Gazette số 1135) trao quyền cho chính phủ theo Điều 5 để thành lập các Quốc vụ khanh phụ trách nhiệm vụ riêng. Các Quốc vụ khanh phụ trách nhiệm vụ riêng được phép tham gia biểu quyết trong các cuộc họp Chính phủ.

## Cơ cấu chính phủ

### Đầu nhiệm kỳ

#### Bộ trưởng
| - Đảng Xã hội chủ nghĩa Thống nhất (SED) | 17 |
| - Liên minh Dân chủ Cơ đốc giáo (CDU)    | 4  |
| - Đảng Dân chủ Tự do (LDPD)              | 3  |
| - Đảng Dân chủ Quốc gia (NDPD)           | 3  |
| - Đảng Nông dân Dân chủ (DBD)            | 2  |
| - Không đảng phái                        | 1  |

#### Bộ trưởng và thành viên khác
- Đảng Xã hội chủ nghĩa Thống nhất (SED): Chủ tịch Hội đồng Bộ trưởng, 2 Phó Chủ tịch Hội đồng Bộ trưởng, 9 Bộ trưởng, 5 Quốc vụ khanh phụ trách nhiệm vụ riêng, 19 Quốc vụ khanh
- Liên minh Dân chủ Cơ đốc giáo (CDU): 1 Phó Chủ tịch Hội đồng Bộ trưởng, 3 Bộ trưởng, 3 Quốc vụ khanh
- Đảng Dân chủ Tự do (LDPD): 1 Phó Chủ tịch Hội đồng Bộ trưởng, 3 Bộ trưởng, 3 Quốc vụ khanh
- Đảng Dân chủ Quốc gia (NDPD): 1 Phó Chủ tịch Hội đồng Bộ trưởng, 2 Bộ trưởng, 1 Quốc vụ khanh
- Đảng Nông dân Dân chủ (DBD): 1 Bộ trưởng, 1 Quốc vụ khanh nhiệm vụ riêng
- Không đảng phái: 1 Bộ trưởng

### Kết thúc nhiệm kỳ

#### Bộ trưởng
| - Đảng Xã hội chủ nghĩa Thống nhất (SED) | 28 |
| - Liên minh Dân chủ Cơ đốc giáo (CDU)    | 3  |
| - Đảng Dân chủ Quốc gia (NDPD)           | 3  |
| - Đảng Dân chủ Tự do (LDPD)              | 2  |
| - Đảng Nông dân Dân chủ (DBD)            | 2  |

#### Bộ trưởng và thành viên khác
- Đảng Xã hội chủ nghĩa Thống nhất (SED): Chủ tịch Hội đồng Bộ trưởng, 2 Phó Chủ tịch Hội đồng Bộ trưởng, 13 Bộ trưởng, 12 Quốc vụ khanh phụ trách nhiệm vụ riêng, 17 Quốc vụ khanh
- Liên minh Dân chủ Cơ đốc giáo (CDU): 1 Phó Chủ tịch Hội đồng Bộ trưởng, 2 Bộ trưởng, 1 Quốc vụ khanh
- Đảng Dân chủ Tự do (LDPD): 1 Phó Chủ tịch Hội đồng Bộ trưởng, 1 Bộ trưởng, 1 Quốc vụ khanh
- Đảng Dân chủ Quốc gia (NDPD): 1 Phó Chủ tịch Hội đồng Bộ trưởng, 2 Bộ trưởng
- Đảng Nông dân Dân chủ (DBD): 1 Phó Chủ tịch Hội đồng Bộ trưởng, 1 Bộ trưởng

## Hội đồng Bộ trưởng
| Chức vụ                                                  | Tên                  | Đảng | Đảng                                   | Nhiệm kỳ  |
| -------------------------------------------------------- | -------------------- | ---- | -------------------------------------- | --------- |
|                                                          |                      |      |                                        |           |
| Chủ tịch Hội đồng Bộ trưởng                              | Otto Grotewohl       |      | Đảng Xã hội chủ nghĩa Thống nhất (SED) | 1950–1954 |
|                                                          |                      |      |                                        |           |
| Phó Chủ tịch Hội đồng Bộ trưởng                          | Walter Ulbricht      |      | Đảng Xã hội chủ nghĩa Thống nhất (SED) | 1950–1954 |
| Phó Chủ tịch Hội đồng Bộ trưởng                          | Otto Nuschke         |      | Liên minh Dân chủ Cơ đốc giáo (CDU)    | 1950–1954 |
| Phó Chủ tịch Hội đồng Bộ trưởng                          | Heinrich Rau         |      | Đảng Xã hội chủ nghĩa Thống nhất (SED) | 1950–1954 |
| Phó Chủ tịch Hội đồng Bộ trưởng                          | Hans Loch            |      | Đảng Dân chủ Tự do (LDPD)              | 1950–1954 |
| Phó Chủ tịch Hội đồng Bộ trưởng                          | Lothar Bolz          |      | Đảng Dân chủ Quốc gia (NDPD)           | 1950–1954 |
| Phó Chủ tịch Hội đồng Bộ trưởng                          | Paul Scholz          |      | Đảng Nông dân Dân chủ (DBD)            | 1952–1954 |
|                                                          |                      |      |                                        |           |
| Chủ nhiệm Ủy ban Kế hoạch Nhà nước                       | Heinrich Rau         |      | Đảng Xã hội chủ nghĩa Thống nhất (SED) | 1950–1952 |
| Chủ nhiệm Ủy ban Kế hoạch Nhà nước                       | Bruno Leuschner      |      | Đảng Xã hội chủ nghĩa Thống nhất (SED) | 1952–1954 |
| Bộ trưởng Bộ Ngoại giao                                  | Georg Dertinger      |      | Liên minh Dân chủ Cơ đốc giáo (CDU)    | 1950–1953 |
| Bộ trưởng Bộ Ngoại giao                                  | Lothar Bolz          |      | Đảng Dân chủ Quốc gia (NDPD)           | 1953–1954 |
| Bộ trưởng Bộ Ngoại thương và Nội thương                  | Georg Handke         |      | Đảng Xã hội chủ nghĩa Thống nhất (SED) | 1950–1952 |
| Bộ trưởng Bộ Ngoại thương và Nội thương                  | Kurt Gregor          |      | Đảng Xã hội chủ nghĩa Thống nhất (SED) | 1952–1954 |
| Bộ trưởng Bộ Nội vụ                                      | Karl Steinhoff       |      | Đảng Xã hội chủ nghĩa Thống nhất (SED) | 1950–1952 |
| Bộ trưởng Bộ Nội vụ                                      | Willi Stoph          |      | Đảng Xã hội chủ nghĩa Thống nhất (SED) | 1952–1954 |
| Bộ trưởng Bộ Tài chính                                   | Hans Loch            |      | Đảng Dân chủ Tự do (LDPD)              | 1950–1954 |
| Bộ trưởng Bộ Giáo dục Quốc dân                           | Paul Wandel          |      | Đảng Xã hội chủ nghĩa Thống nhất (SED) | 1950–1952 |
| Bộ trưởng Bộ Giáo dục Quốc dân                           | Elisabeth Zaisser    |      | Đảng Xã hội chủ nghĩa Thống nhất (SED) | 1952–1954 |
| Bộ trưởng Bộ Giáo dục Quốc dân                           | Hans-Joachim Laabs   |      | Đảng Xã hội chủ nghĩa Thống nhất (SED) | 1954      |
| Bộ trưởng Bộ An ninh Quốc gia                            | Wilhelm Zaisser      |      | Đảng Xã hội chủ nghĩa Thống nhất (SED) | 1950–1953 |
| Bộ trưởng Bộ Nông Lâm nghiệp                             | Paul Scholz          |      | Đảng Nông dân Dân chủ (DBD)            | 1950–1954 |
| Bộ trưởng Bộ Thương mại và Cung ứng                      | Karl Hamann          |      | Đảng Dân chủ Tự do (LDPD)              | 1950–1952 |
| Bộ trưởng Bộ Thương mại và Cung ứng                      | Curt Wach            |      | Đảng Xã hội chủ nghĩa Thống nhất (SED) | 1953–1954 |
| Bộ trưởng Bộ Y tế                                        | Luitpold Steidle     |      | Liên minh Dân chủ Cơ đốc giáo (CDU)    | 1950–1954 |
| Bộ trưởng Bộ Giao thông vận tải                          | Hans Reingruber      |      | Không đảng phái                        | 1950–1953 |
| Bộ trưởng Bộ Bưu chính Viễn thông                        | Friedrich Burmeister |      | Liên minh Dân chủ Cơ đốc giáo (CDU)    | 1950–1954 |
| Bộ trưởng Bộ Xây dựng                                    | Lothar Bolz          |      | Đảng Dân chủ Quốc gia (NDPD)           | 1950–1953 |
| Bộ trưởng Bộ Xây dựng                                    | Heinz Winkler        |      | Liên minh Dân chủ Cơ đốc giáo (CDU)    | 1953–1954 |
| Bộ trưởng Bộ Công nghiệp nặng                            | Fritz Selbmann       |      | Đảng Xã hội chủ nghĩa Thống nhất (SED) | 1950–1954 |
| Bộ trưởng Bộ Tư pháp                                     | Max Fechner          |      | Đảng Xã hội chủ nghĩa Thống nhất (SED) | 1950–1953 |
| Bộ trưởng Bộ Tư pháp                                     | Hilde Benjamin       |      | Đảng Xã hội chủ nghĩa Thống nhất (SED) | 1953–1954 |
| Bộ trưởng Bộ Công nghiệp nhẹ                             | William Feldman      |      | Đảng Dân chủ Quốc gia (NDPD)           | 1950–1954 |
| Bộ trưởng Bộ Lao động                                    | Roman Chwalek        |      | Đảng Xã hội chủ nghĩa Thống nhất (SED) | 1950–1953 |
| Bộ trưởng Bộ Lao động                                    | Friedrich Macher     |      | Đảng Xã hội chủ nghĩa Thống nhất (SED) | 1953–1954 |
| Bộ trưởng Bộ Cơ khí                                      | Gerhart Ziller       |      | Đảng Xã hội chủ nghĩa Thống nhất (SED) | 1950–1952 |
| Bộ trưởng Bộ Cơ khí                                      | Heinrich Rau         |      | Đảng Xã hội chủ nghĩa Thống nhất (SED) | 1953–1954 |
| Bộ trưởng Bộ Cơ khí hạng nặng                            | Gerhart Ziller       |      | Đảng Xã hội chủ nghĩa Thống nhất (SED) | 1953      |
| Bộ trưởng Bộ Phương tiện vận tải và Máy móc nông nghiệp  | Berndt Weinberger    |      | Đảng Xã hội chủ nghĩa Thống nhất (SED) | 1953      |
| Bộ trưởng Bộ Kỹ thuật cơ khí Tổng hợp                    | Helmut Wunderlich    |      | Đảng Xã hội chủ nghĩa Thống nhất (SED) | 1953      |
| Bộ trưởng Bộ Đường sắt                                   | Roman Chwalek        |      | Đảng Xã hội chủ nghĩa Thống nhất (SED) | 1953–1954 |
| Bộ trưởng Bộ Công nghiệp Thực phẩm                       | Kurt Westphal        |      | Đảng Xã hội chủ nghĩa Thống nhất (SED) | 1953–1954 |
| Bộ trưởng Bộ Văn hóa                                     | Johannes R. Becher   |      | Đảng Xã hội chủ nghĩa Thống nhất (SED) | 1954      |
|                                                          |                      |      |                                        |           |
| Quốc vụ khanh phụ trách Thu và Mua                       | Hermann Streit       |      | Đảng Xã hội chủ nghĩa Thống nhất (SED) | 1950–1954 |
| Quốc vụ khanh phụ trách Công nghiệp thực phẩm và đồ uống | Rudolf Albrecht      |      | Đảng Nông dân Dân chủ (DBD)            | 1950–1953 |
| Quốc vụ khanh phụ trách Đào tại nghề nghiệp              | Rudolf Wießner       |      | Đảng Xã hội chủ nghĩa Thống nhất (SED) | 1950–1954 |
| Quốc vụ khanh phụ trách Điều phối Tài chính              | Willy Rumpf          |      | Đảng Xã hội chủ nghĩa Thống nhất (SED) | 1950–1954 |
| Quốc vụ khanh phụ trách Than và Năng lượng               | Max Fritsch          |      | Đảng Xã hội chủ nghĩa Thống nhất (SED) | 1951–1953 |
| Quốc vụ khanh phụ trách Hóa học, Đá và Đất               | Dirk van Rickelen    |      | Đảng Xã hội chủ nghĩa Thống nhất (SED) | 1951–1953 |
| Quốc vụ khanh phụ trách Năng lượng                       | Rolf Jeczmionka      |      | Đảng Xã hội chủ nghĩa Thống nhất (SED) | 1953      |
| Quốc vụ khanh phụ trách Hóa chất                         | Werner Winkler       |      | Đảng Xã hội chủ nghĩa Thống nhất (SED) | 1953-1954 |
| Quốc vụ khanh phụ trách Đại học và Cao đẳng kỹ thuật     | Gerhard Harig        |      | Đảng Xã hội chủ nghĩa Thống nhất (SED) | 1951-1954 |
| Quốc vụ khanh phụ trách Vận tải Đường thủy               | Ernst Wollweber      |      | Đảng Xã hội chủ nghĩa Thống nhất (SED) | 1953      |
| Quốc vụ khanh phụ trách Giao thông Cơ giới và Đường bộ   | Heino Weiprecht      |      | Đảng Xã hội chủ nghĩa Thống nhất (SED) | 1953-1954 |
| Quốc vụ khanh phụ trách Kinh tế Địa phương               | Karl Kasten          |      | Đảng Xã hội chủ nghĩa Thống nhất (SED) | 1954      |
| Quốc vụ khanh phụ trách vấn đề nội chính Bộ Nội vụ       | Josef Hegen          |      | Đảng Xã hội chủ nghĩa Thống nhất (SED) | 1953-1954 |
| Quốc vụ khanh phụ trách An ninh Quốc gia Bộ Nội vụ       | Ernst Wollweber      |      | Đảng Xã hội chủ nghĩa Thống nhất (SED) | 1953-1954 |
| Chủ nhiệm Ủy ban Nhà nước về thể dục thể thao            | Manfred Ewald        |      | Đảng Xã hội chủ nghĩa Thống nhất (SED) | 1952-1954 |

## Thành phần
| Chức vụ                                                  | Chân dung | Tên                  | Nhiệm kỳ          | Chức vụ kiêm nhiệm                                            | Đảng | Đảng                                   | Ghi chú                                                              |
| -------------------------------------------------------- | --------- | -------------------- | ----------------- | ------------------------------------------------------------- | ---- | -------------------------------------- | -------------------------------------------------------------------- |
| Chủ tịch Hội đồng Bộ trưởng                              |           | Otto Grotewohl       | 11/1950 – 11/1954 | Ủy viên Bộ Chính trị Trung ương Đảng SED                      |      | Đảng Xã hội chủ nghĩa Thống nhất (SED) |                                                                      |
|                                                          |           |                      |                   |                                                               |      |                                        |                                                                      |
| Phó Chủ tịch Hội đồng Bộ trưởng                          |           | Walter Ulbricht      | 11/1950-11/1954   | Bí thư thứ nhất Trung ương Đảng SED                           |      | Đảng Xã hội chủ nghĩa Thống nhất (SED) |                                                                      |
| Phó Chủ tịch Hội đồng Bộ trưởng                          |           | Otto Nuschke         | 11/1950-11/1954   | Chủ tịch Đảng CDU                                             |      | Liên minh Dân chủ Cơ đốc giáo (CDU)    |                                                                      |
| Phó Chủ tịch Hội đồng Bộ trưởng                          |           | Heinrich Rau         | 11/1950-11/1954   | Ủy viên Bộ Chính trị Trung ương Đảng SED                      |      | Đảng Xã hội chủ nghĩa Thống nhất (SED) |                                                                      |
| Phó Chủ tịch Hội đồng Bộ trưởng                          |           | Hans Loch            | 11/1950-11/1954   | Đồng Chủ tịch Đảng LDPD                                       |      | Đảng Dân chủ Tự do (LDPD)              |                                                                      |
| Phó Chủ tịch Hội đồng Bộ trưởng                          |           | Lothar Bolz          | 11/1950-11/1954   | Chủ tịch Đảng NDPD                                            |      | Đảng Dân chủ Quốc gia (NDPD)           |                                                                      |
| Phó Chủ tịch Hội đồng Bộ trưởng                          |           | Paul Scholz          | 12/1952-11/1954   | Phó Chủ tịch Đảng DBD Bộ trưởng Bộ Nông Lâm nghiệp            |      | Đảng Nông dân Dân chủ (DBD)            |                                                                      |
|                                                          |           |                      |                   |                                                               |      |                                        |                                                                      |
| Chủ nhiệm Ủy ban Kế hoạch Nhà nước                       |           | Heinrich Rau         | 11/1950-11/1952   | Phó Chủ tịch Hội đồng Bộ trưởng Ủy viên Bộ Chính trị Đảng SED |      | Đảng Xã hội chủ nghĩa Thống nhất (SED) |                                                                      |
| Chủ nhiệm Ủy ban Kế hoạch Nhà nước                       |           | Bruno Leuschner      | 12/1952-11/1954   | Ủy viên Trung ương Đảng SED                                   |      | Đảng Xã hội chủ nghĩa Thống nhất (SED) |                                                                      |
| Bộ trưởng Bộ Ngoại giao                                  |           | Georg Dertinger      | 11/1950-1/1953    |                                                               |      | Liên minh Dân chủ Cơ đốc giáo (CDU)    | Bị bắt tháng 1/1953                                                  |
| Bộ trưởng Bộ Ngoại giao                                  |           | Lothar Bolz          | 10/1953-11/1954   | Phó Chủ tịch Hội đồng Bộ trưởng Chủ tịch Đảng NDPD            |      | Đảng Dân chủ Quốc gia (NDPD)           |                                                                      |
| Bộ trưởng Bộ Ngoại thương và Nội thương                  |           | Georg Handke         | 11/1950-11/1952   |                                                               |      | Đảng Xã hội chủ nghĩa Thống nhất (SED) |                                                                      |
| Bộ trưởng Bộ Ngoại thương và Nội thương                  |           | Kurt Gregor          | 12/1952-11/1954   |                                                               |      | Đảng Xã hội chủ nghĩa Thống nhất (SED) |                                                                      |
| Bộ trưởng Bộ Nội vụ                                      |           | Karl Steinhoff       | 11/1950-5/1952    | Ủy viên dự khuyết Bộ Chính trị Đảng SED                       |      | Đảng Xã hội chủ nghĩa Thống nhất (SED) | Từ chức vì lý do sức khỏe                                            |
| Bộ trưởng Bộ Nội vụ                                      |           | Willi Stoph          | 5/1952-11/1954    | Bí thư Trung ương Đảng SED                                    |      | Đảng Xã hội chủ nghĩa Thống nhất (SED) |                                                                      |
| Bộ trưởng Bộ Tài chính                                   |           | Hans Loch            | 11/1950-11/1954   | Phó Chủ tịch Hội đồng Bộ trưởng Đồng Chủ tịch Đảng LDPD       |      | Đảng Dân chủ Tự do (LDPD)              |                                                                      |
| Bộ trưởng Bộ Giáo dục Quốc dân                           |           | Paul Wandel          | 11/1950-11/1952   |                                                               |      | Đảng Xã hội chủ nghĩa Thống nhất (SED) |                                                                      |
| Bộ trưởng Bộ Giáo dục Quốc dân                           |           | Elisabeth Zaisser    | 11/1952-3/1954    |                                                               |      | Đảng Xã hội chủ nghĩa Thống nhất (SED) |                                                                      |
| Bộ trưởng Bộ Giáo dục Quốc dân                           |           | Hans-Joachim Laabs   | 3/1954-11/1954    |                                                               |      | Đảng Xã hội chủ nghĩa Thống nhất (SED) |                                                                      |
| Bộ trưởng Bộ An ninh Quốc gia                            |           | Wilhelm Zaisser      | 11/1950-7/1953    | Ủy viên Bộ Chính trị Đảng SED                                 |      | Đảng Xã hội chủ nghĩa Thống nhất (SED) | Bộ bị sát nhập vào Bộ Nội vụ                                         |
| Bộ trưởng Bộ Nông Lâm nghiệp                             |           | Paul Scholz          | 11/1950-11/1954   | Phó Chủ tịch Đảng DBD                                         |      | Đảng Nông dân Dân chủ (DBD)            |                                                                      |
| Bộ trưởng Bộ Thương mại và Cung ứng                      |           | Karl Hamann          | 11/1950-12/1952   | Đồng Chủ tịch Đảng LDPD                                       |      | Đảng Dân chủ Tự do (LDPD)              | Bị bắt vì tội danh "phá hoại phúc lợi nhân dân một cách có hệ thống" |
| Bộ trưởng Bộ Thương mại và Cung ứng                      |           | Curt Wach            | 3/1953-11/1954    |                                                               |      | Đảng Xã hội chủ nghĩa Thống nhất (SED) |                                                                      |
| Bộ trưởng Bộ Y tế                                        |           | Luitpold Steidle     | 11/1950-11/1954   |                                                               |      | Liên minh Dân chủ Cơ đốc giáo (CDU)    |                                                                      |
| Bộ trưởng Bộ Giao thông vận tải                          |           | Hans Reingruber      | 11/1950-4/1953    |                                                               |      | Không đảng phái                        | Đổi tên thành Bộ Đường sắt                                           |
| Bộ trưởng Bộ Bưu chính Viễn thông                        |           | Friedrich Burmeister | 11/1950-11/1954   |                                                               |      | Liên minh Dân chủ Cơ đốc giáo (CDU)    |                                                                      |
| Bộ trưởng Bộ Xây dựng                                    |           | Lothar Bolz          | 11/1950-10/1953   |                                                               |      | Đảng Dân chủ Quốc gia (NDPD)           |                                                                      |
| Bộ trưởng Bộ Xây dựng                                    |           | Heinz Winkler        | 10/1953-11/1954   |                                                               |      | Liên minh Dân chủ Cơ đốc giáo (CDU)    |                                                                      |
| Bộ trưởng Bộ Công nghiệp nặng                            |           | Fritz Selbmann       | 11/1950-11/1954   |                                                               |      | Đảng Xã hội chủ nghĩa Thống nhất (SED) |                                                                      |
| Bộ trưởng Bộ Tư pháp                                     |           | Max Fechner          | 11/1950-7/1953    |                                                               |      | Đảng Xã hội chủ nghĩa Thống nhất (SED) | Bị bắt vì tội danh "kẻ thù của nhà nước và đảng"                     |
| Bộ trưởng Bộ Tư pháp                                     |           | Hilde Benjamin       | 7/1953-11/1954    |                                                               |      | Đảng Xã hội chủ nghĩa Thống nhất (SED) |                                                                      |
| Bộ trưởng Bộ Công nghiệp nhẹ                             |           | William Feldman      | 11/1950-11/1954   |                                                               |      | Đảng Dân chủ Quốc gia (NDPD)           |                                                                      |
| Bộ trưởng Bộ Lao động                                    |           | Roman Chwalek        | 11/1950-4/1953    |                                                               |      | Đảng Xã hội chủ nghĩa Thống nhất (SED) |                                                                      |
| Bộ trưởng Bộ Lao động                                    |           | Friedrich Macher     | 12/1953-11/1954   |                                                               |      | Đảng Xã hội chủ nghĩa Thống nhất (SED) |                                                                      |
| Bộ trưởng Bộ Cơ khí                                      |           | Gerhart Ziller       | 11/1950-2/1953    |                                                               |      | Đảng Xã hội chủ nghĩa Thống nhất (SED) | Tách Bộ                                                              |
| Bộ trưởng Bộ Cơ khí                                      |           | Heinrich Rau         | 11/1953-11/1954   | Phó Chủ tịch Hội đồng Bộ trưởng Ủy viên Bộ Chính trị Đảng SED |      | Đảng Xã hội chủ nghĩa Thống nhất (SED) | Tái lập Bộ                                                           |
| Bộ trưởng Bộ Cơ khí hạng nặng                            |           | Gerhart Ziller       | 2/1953-11/1953    |                                                               |      | Đảng Xã hội chủ nghĩa Thống nhất (SED) | Sát nhập vào Bộ Cơ khí                                               |
| Bộ trưởng Bộ Phương tiện vận tải và Máy móc nông nghiệp  |           | Berndt Weinberger    | 2/1953-7/1953     |                                                               |      | Đảng Xã hội chủ nghĩa Thống nhất (SED) | Sát nhập vào Bộ Cơ khí                                               |
| Bộ trưởng Bộ Phương tiện vận tải và Máy móc nông nghiệp  |           | -                    | 7/1953-11/1953    |                                                               |      |                                        | Sát nhập vào Bộ Cơ khí                                               |
| Bộ trưởng Bộ Kỹ thuật cơ khí Tổng hợp                    |           | Helmut Wunderlich    | 2/1953-11/1953    |                                                               |      | Đảng Xã hội chủ nghĩa Thống nhất (SED) | Sát nhập vào Bộ Cơ khí                                               |
| Bộ trưởng Bộ Đường sắt                                   |           | Roman Chwalek        | 5/1953-11/1954    |                                                               |      | Đảng Xã hội chủ nghĩa Thống nhất (SED) |                                                                      |
| Bộ trưởng Bộ Công nghiệp Thực phẩm                       |           | Kurt Westphal        | 6/1953-11/1954    |                                                               |      | Đảng Xã hội chủ nghĩa Thống nhất (SED) |                                                                      |
| Bộ trưởng Bộ Văn hóa                                     |           | Johannes R. Becher   | 1/1954-11/1954    |                                                               |      | Đảng Xã hội chủ nghĩa Thống nhất (SED) |                                                                      |
|                                                          |           |                      |                   |                                                               |      |                                        |                                                                      |
| Quốc vụ khanh phụ trách Thu và Mua                       |           | Hermann Streit       | 11/1950-11/1954   |                                                               |      | Đảng Xã hội chủ nghĩa Thống nhất (SED) |                                                                      |
| Quốc vụ khanh phụ trách Công nghiệp thực phẩm và đồ uống |           | Rudolf Albrecht      | 11/1950-6/1953    |                                                               |      | Đảng Nông dân Dân chủ (DBD)            | Trở thành Bộ Công nghiệp Thực phẩm                                   |
| Quốc vụ khanh phụ trách Đào tại nghề nghiệp              |           | Rudolf Wießner       | 11/1950-11/1954   |                                                               |      | Đảng Xã hội chủ nghĩa Thống nhất (SED) |                                                                      |
| Quốc vụ khanh phụ trách Điều phối Tài chính              |           | Willy Rumpf          | 11/1950-11/1954   |                                                               |      | Đảng Xã hội chủ nghĩa Thống nhất (SED) |                                                                      |
| Quốc vụ khanh phụ trách Than và Năng lượng               |           | Max Fritsch          | 11/1951-3/1953    |                                                               |      | Đảng Xã hội chủ nghĩa Thống nhất (SED) |                                                                      |
| Quốc vụ khanh phụ trách Hóa học, Đá và Đất               |           | Dirk van Rickelen    | 11/1951-3/1953    |                                                               |      | Đảng Xã hội chủ nghĩa Thống nhất (SED) |                                                                      |
| Quốc vụ khanh phụ trách Năng lượng                       |           | Rolf Jeczmionka      | 7/1953-12/1953    |                                                               |      | Đảng Xã hội chủ nghĩa Thống nhất (SED) |                                                                      |
| Quốc vụ khanh phụ trách Hóa chất                         |           | Werner Winkler       | 7/1953-11/1954    |                                                               |      | Đảng Xã hội chủ nghĩa Thống nhất (SED) |                                                                      |
| Quốc vụ khanh phụ trách Đại học và Cao đẳng kỹ thuật     |           | Gerhard Harig        | 2/1951-11/1954    |                                                               |      | Đảng Xã hội chủ nghĩa Thống nhất (SED) |                                                                      |
| Quốc vụ khanh phụ trách Vận tải Đường thủy               |           | Ernst Wollweber      | 4/1953-7/1953     |                                                               |      | Đảng Xã hội chủ nghĩa Thống nhất (SED) |                                                                      |
| Quốc vụ khanh phụ trách Giao thông Cơ giới và Đường bộ   |           | Heino Weiprecht      | 10/1953-11/1954   |                                                               |      | Đảng Xã hội chủ nghĩa Thống nhất (SED) |                                                                      |
| Quốc vụ khanh phụ trách Kinh tế Địa phương               |           | Karl Kasten          | 4/1954-11/1954    |                                                               |      | Đảng Xã hội chủ nghĩa Thống nhất (SED) |                                                                      |
| Quốc vụ khanh phụ trách vấn đề nội chính Bộ Nội vụ       |           | Josef Hegen          | 7/1953-11/1954    |                                                               |      | Đảng Xã hội chủ nghĩa Thống nhất (SED) |                                                                      |
| Quốc vụ khanh phụ trách An ninh Quốc gia Bộ Nội vụ       |           | Ernst Wollweber      | 7/1953-11/1954    |                                                               |      | Đảng Xã hội chủ nghĩa Thống nhất (SED) |                                                                      |
| Chủ nhiệm Ủy ban Nhà nước về thể dục thể thao            |           | Manfred Ewald        | 6/1952-11/1954    |                                                               |      | Đảng Xã hội chủ nghĩa Thống nhất (SED) |                                                                      |